# Yuan shuai
Lo Yuan shuai (in cinese: 元帥) è un grado militare cinese che corrisponde al grado di Maresciallo di campo nelle nazioni occidentali, è stato conferito a generali che si sono distinti durante le dinastie e i periodi repubblicani cinesi.
Il grado ancora più importante di Da yuan shuai, corrispondente al grado di generalissimo, è anch'esso esistito nei periodi sopramenzionati.

## Dinastia Song
- Yue Fei

## Dinastia Jin
- Puxian Wannu

## Repubblica di Cina
- Chiang Kai-shek
- Lu Rongting
- Tang Jiyao

## Repubblica Popolare Cinese

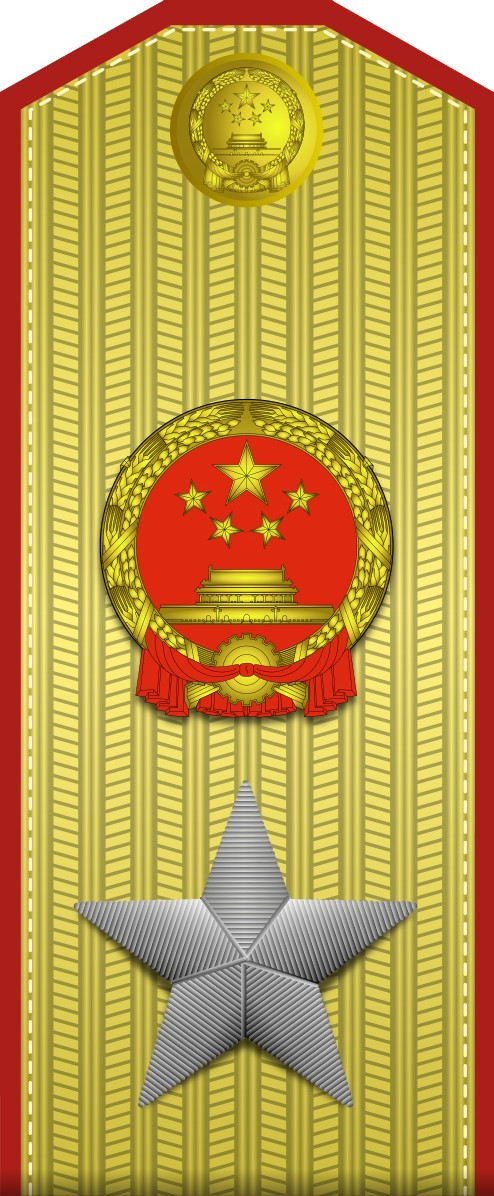
spalline del rango di Yuan shuai (maresciallo) dell'Esercito Popolare di Liberazione, modellato sul rango di Maresciallo dell'Unione Sovietica

Il seguente rango è stato conferito a 10 generali veterani dell'Esercito Popolare di Liberazione nel 1955, però è stato abolito nel 1965 e non è stato più ristabilito.
i generali insigniti di tale rango sono stati i seguenti:
- Zhu De
- Peng Dehuai
- Lin Biao
- Liu Bocheng
- He Long
- Chen Yi
- Luo Ronghuan
- Xu Xiangqian
- Nie Rongzhen
- Ye Jianying